# Grace & Favour

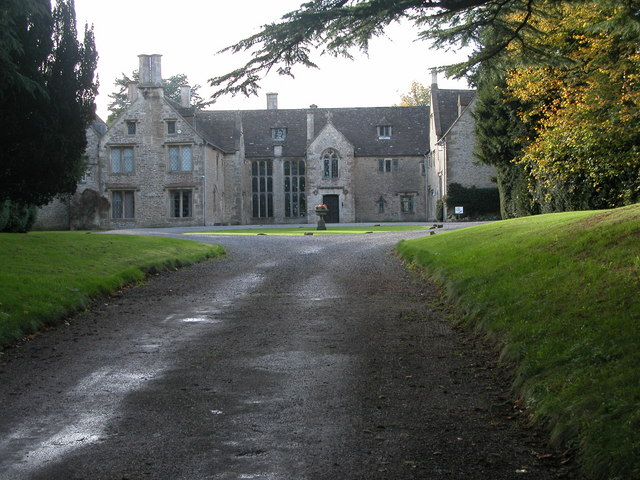
Chavenage House, „grający” w serialu hotel będący głównym miejscem akcji

Grace & Favour (znany też pod tytułami Hotel na peryferiach oraz Are You Being Served? Again!) – brytyjski serial komediowy emitowany po raz pierwszy na antenie BBC1 w latach 1992-93. Stanowi luźną kontynuację produkowanego w latach 1972-85 sitcomu Are You Being Served?, z którego czerpie piątkę głównych bohaterów. Autorami scenariusza byli Jeremy Lloyd i David Croft, dla których był to bezpośrednio następny wspólny projekt po ’Allo ’Allo!. Wyprodukowano 12 odcinków, podzielonych na dwie serie.

## Fabuła
Akcja serialu rozpoczyna się w dniu pogrzebu Młodego Pana Grace'a, właściciela domu towarowego Grace Brothers, w którym rozgrywały się wszystkie odcinki Are You Being Served?. Sama firma w ostatnich latach mocno podupadała, aż z wielkiego domu towarowego pozostały tylko dwa działy - odzieży męskiej i damskiej - lecz w końcu i one zostały zamknięte. Po śmierci (w domyśle bezpotomnej) właściciela  i przejściu na przymusową emeryturę ostatnich pracowników firmy, okazuje się, że większość inwestycji zakładowego funduszu emerytalnego, do którego przez lata trafiała część pensji, była zupełnie nietrafiona. Jedynym aktywem przynoszącym jeszcze jako takie zyski jest stary dworek na głębokiej angielskiej prowincji, zamieniony na hotel. Byli pracownicy, nie mogąc liczyć na godną emeryturę, wprowadzają się do hotelu i próbują wspólnymi siłami prowadzić go i zarabiać na nim.

### Odcinki

#### Seria 1
1. Dawni pracownicy domu towarowego Grace Brothers przyjeżdżają do odziedziczonej wspólnie po swym zmarłym szefie posiadłości. Poznają tam miejscowy personel, składający się właściwie z dwóch osób - nieco nieokrzesanego rządcy pana Moulterda i jego dobrodusznej córki Mavis. Dołącza do nich także Panna Lovelock, była osobista sekretarka Młodego Pana Grace'a, o dość zimnej i apodyktycznej osobowości.
2. Nowi właściciele posiadłości próbują znaleźć dla niej pracowników, lecz nie ma zbyt wielu kandydatów. Chcąc nie chcąc, sami zabierają się za robotę. Muszą jednak poznać zupełnie nowe obowiązki, np. związane ze zwierzętami gospodarskimi. Tymczasem Pan Humphries i Mavis zaczynają sypiać w jednym łóżku, co rodzi zrozumiałe plotki. Dziewczyna ma wobec dużo starszego Pana Humphriesa poważne zamiary, nie wiedząc, iż nie gustuje on raczej w kobietach.
3. W wyniku zbiegu okoliczności Pani Slocombe staje przed sądem w pobliskim miasteczku, oskarżona o kradzież cygańskiego wozu. Jej przyjaciele biorą udział w procesie jako świadkowie, lecz złożony z miejscowych osobistości skład sędziowski zachowuje się dość ekscentrycznie. Gościnnie wystąpiła Diane Holland.
4. Wciąż nie mając żadnych pracowników poza Moulterdem i Mavis (bowiem potencjalni kandydaci nie zdobywają podczas rozmów kwalifikacyjnych uznania właścicieli), przybysze ze stolicy muszą sami przygotować swój hotel na przybycie pierwszych gości, którymi będą zwiedzający Europę amerykańscy turyści.
5. Właściciele ostatecznie godzą się z myślą, że wobec braku chętnych do pracy będą musieli prowadzić hotel samodzielnie. Organizują sesję zdjęciową z myślą o broszurze promującej obiekt. Tymczasem pojawia się podejrzenie, że w rezydencji straszy.
6. Wyczekiwana grupa Amerykanów wreszcie przybywa do hotelu. Okazuje się jednak, że goście zza oceanu mają szczególne wymagania - chcą wziąć udział w tradycyjnej angielskiej mszy, a także obejrzeć pokaz ludowych tańców. Personel hotelu zmuszony jest zorganizować obie uroczystości na własną rękę.

## Obsada
- Mollie Sugden jako pani Betty Slocombe
- John Inman jako pan Wilberforce Clayborne Humphries
- Wendy Richard jako Panna Shirley Brahms
- Frank Thornton jako kapitan Stephen Peacock
- Nicholas Smith jako pan Cuthbert Rumbold
- Billy Burden jako Maurice Moulterd
- Fleur Bennett jako Mavis Moulterd
- Joanne Heywood jako Jessica Lovelock

i inni

## Produkcja
W przeciwieństwie do Are You Being Served?, kręconego w całości w BBC Television Centre w Londynie, zdjęcia do Grace & Favour realizowano poza studiem. Serialowy dworek „zagrał” gmach Chavenage House koło Tetbury w hrabstwie Gloucestershire. W tych samych okolicach realizowano również sceny plenerowe.
Aby umożliwić Wendy Richard udział w serialu, specjalnie zmieniono scenariusz flagowej opery mydlanej BBC, EastEnders, której Richard była wówczas gwiazdą. Jej postać została „wysłana” w odwiedziny do chorego brata w Nowej Zelandii, co pozwoliło aktorce opuścić część odcinków.

### Tytuł
Tytuł serialu ma podwójne znaczenie. W języku angielskim z ery feudalnej, pojęcie grace and favour (dosłownie „łaska i przysługa”) oznaczało formę użytkowania ziemi, która choć pozostawała własnością królewską, była przez monarchę oddawana w bezpłatne użytkowanie osobom szczególnie zasłużonym, w podzięce za ich służbę. Po drugie, słowo Grace przywołuje skojarzenia z domem towarowym Grace Brothers, w którym ci sami bohaterowie pracowali razem w serialu Are You Being Served?